# Veliuona
Veliuona är en ort i Litauen. Den ligger i den centrala delen av landet, 130 km väster om huvudstaden Vilnius. Veliuona ligger 65 meter över havet och antalet invånare är 726.
Terrängen runt Veliuona är platt. Runt Veliuona är det ganska glesbefolkat, med 38 invånare per kvadratkilometer. Närmaste större samhälle är Vilkija, 19,4 km öster om Veliuona. Omgivningarna runt Veliuona är en mosaik av jordbruksmark och naturlig växtlighet.